# International Philosophy Olympiad

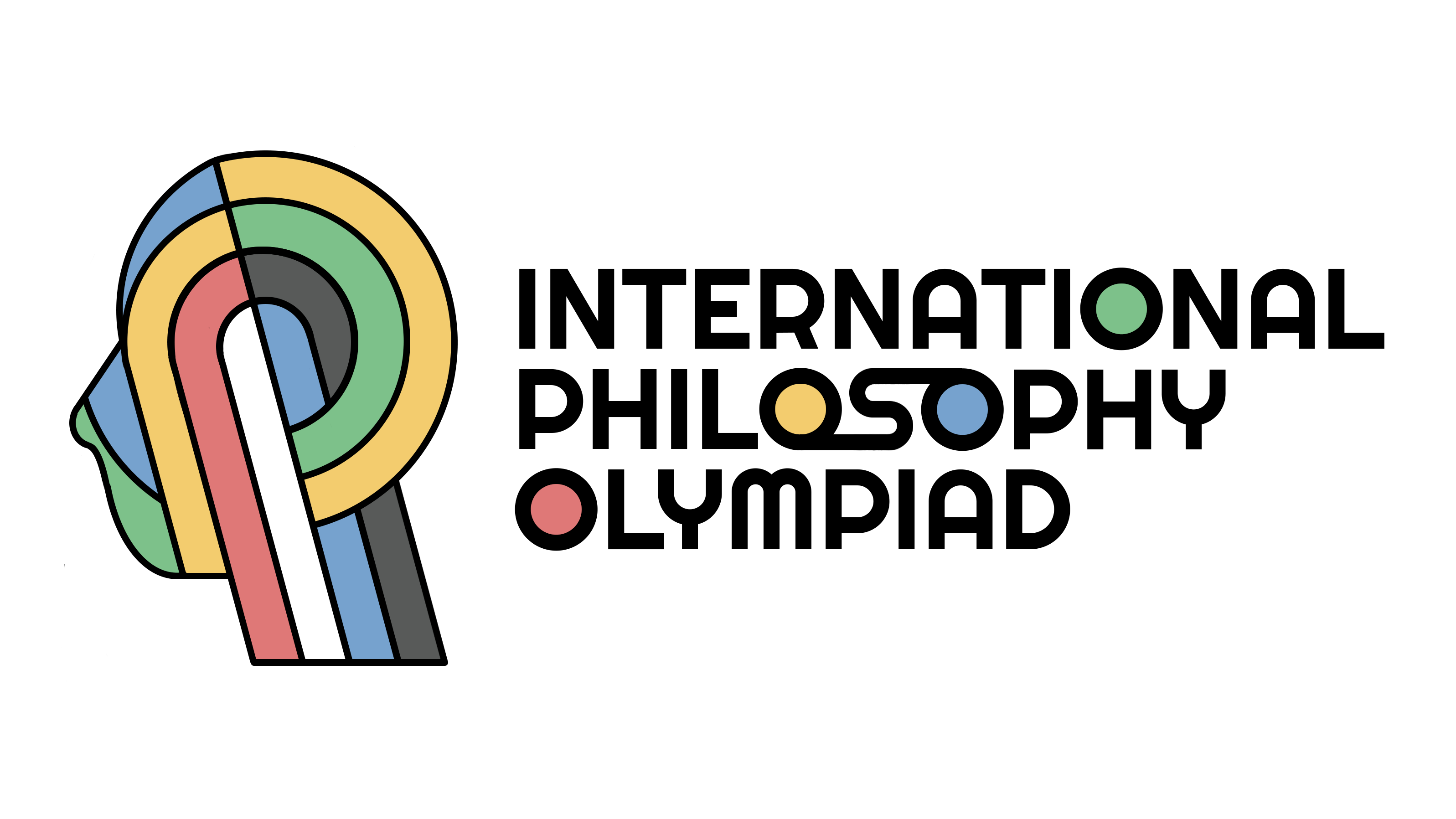
International Philosophy Olympiad logo.

International Philosophy Olympiad (IPO)  är en tävling för filosofistudenter på gymnasienivå. IPO är en av de internationella vetenskapsolympiaderna. Den organiseras varje år i maj i samarbete med bland annat UNESCO. Tävlingen består av en essäskrivning. Hela evenemanget pågår i fyra dagar med föreläsningar, workshopar, seminarier och utflykter. Från 1993 då IPO startade har antalet deltagarländer växt till 49, från alla kontinenter. Ett viktigt syfte med IPO är att främja filosofin och samhörigheten mellan människor.    

## Tävlingen
- Studenterna skriver en essä om ett av fyra givna ämnen.
- Studenterna skriver på något av de internationella språken och som inte är deras eget modersmål: engelska, tyska, franska, spanska.
- Tiden för essäskrivningen är fyra timmar.
- Namnen kodas och essäerna förblir anonyma tills den slutgiltiga bedömningen är klar.

### Kriterierna
- Relevance to the topic – relevans för ämnet
- Philosophical understanding of the topic – filosofisk förståelse av ämnet
- Persuasive power of argumentation – övertygande argumenation
- Coherence – sammanhang
- Originality – originalitet

Priserna delas ut i kategorierna guld, silver och brons samt hedersomnämnanden. Styrelsen får dela ut mer än ett pris i varje kategori.

## Förutsättningar och villkor
- IPO organiseras varje år i maj.
- Värdlandet åtar sig att bekosta kost och logi för minst två elever och en lärare som tillhör delegationen från varje deltagarland, och för samtliga styrelsemedlemmar.
- Tävlingen är öppen för alla som studerar på gymnasienivå vid tidpunkten för tävlingen.
- Varje land får delta med en eller två elever, med undantag för värdlandet, som får delta med upp till 10 elever.
- Uttagningen av elever som ska delta i IPO görs genom en nationell tävling, vars procedur har godkänts av IPO-styrelsen. I Sverige organiserar Filosofilärarnas förening Sophia[2] den svenska nationella uttagningen.

## Bakgrund
Initiativtagare var den filosofiska institutionen på Sofia universitet i Bulgarien, som bjöd in den grupp av filosofer, som sedan grundade IPO, vars första tävling ägde rum 1993. Till gruppen hörde Ivan Kolev (Bulgarien), Gerd Gerhardt (Tyskland), Katalin Havas (Ungern), Wladislaw Karjewski (Polen), Florina Otet (Rumänien) och Nuran Direk (Turkiet). 

## Mål
Målen med IPO är:  
- Att främja filosofisk utbildning på gymnasienivå och öka intresset för filosofi bland gymnasieelever.
- Att uppmuntra nationella, regionala och lokala tävlingar i filosofi bland skolor i världen.
- Att bidra till att utveckla kritiskt, undersökande och kreativt tänkande.
- Att främja filosofisk reflektion i vetenskap, konst och i det sociala livet.
- Att utveckla förmågan till etisk reflektion över samtida problem i världen.
- Att bidra till ett fredligt klimat i världen, genom att uppmuntra till intellektuella utbyten och personliga kontakter över nationsgränserna.

## Deltagarländer - antal 49
| - Argentina - Armenien - Australien - Bangladesh - Belgien - Bulgarien - Chile | - Colombia - Costa Rica - Danmark - Estland - Finland - Grekland - Guatemala | - Indien - Israel - Italien - Japan - Kanada - Kina - Kroatien | - Lettland - Litauen - Makedonien - Mexiko - Montenegro - Nederländerna - Nigeria | - Norge - Paraguay - Polen - Portugal - Rumänien - Ryssland - Schweiz | - Senegal - Serbien - Slovenien - Spanien - Sverige - Sydkorea - Tjeckien | - Turkiet - Tyskland - Ungern - Ukraina - USA - Vitryssland - Österrike |

## Tidigare värdländer
I nämnda ordning: Bulgarien, Turkiet, Polen, Rumänien, Ungern, Tyskland, USA, Japan, Argentina, Sydkorea, Italien, Finland, Grekland, Österrike, Norge, Litauen, Estland.  

## Organisation
Sedan 2001 organiseras IPO av FISP med stöd av UNESCO.
IPO:s organisation består av dess styrelse, internationella kommitté, nationella organiserande kommitté och deltagarländernas delegationsledare – som tillsammans organiserar IPO.